# Испанки в Париже
«Испанки в Париже» (исп. Españolas en París) — испанский художественный фильм, снятый режиссёром Роберто Бодегасом в 1971 году.
Первая самостоятельная кинокартина Р. Бодегаса, участвовавшая в 1971 году в конкурсе VII Московского кинофестиваля.

## Сюжет
Фильм рассказывает об испанских эмигрантках, приехавших в Париж в поисках работы. Сразу же после приезда во Францию, девушки, сталкиваются с непривычными нравами и иной моралью. О их одиночестве и борьбе, о попытках приспособиться к новой реальности, о постоянной мысли про возвращение на родину.
Сам режиссёр и сценарист Р. Бодегас сказал о фильме:

«Когда я приступил к фильму, я принял твёрдое решение забыть ремесло, которому я научился, работая ассистентом у разных режиссёров, и попытаться рассказать историю, казавшуюся мне волнующей и злободневной. Я просто хотел рассказать о своем народе, во всяком случае, о некоторых его представителях».

## В ролях
- Лаура Валенсуэла — Эмилия
- Ана Белен — Изабель
- Максимо Вальверде — Маноло
- Хосе Луис Лопес Васкес — Фернандо
- Тина Сайнс — Франсиска
- Елена Мария Теджейро — Лемони
- Хосе Сакристан — Пласидо
- Пьер Вернье — Месье Лемонье
- Франсуаза Арнуль